# Krasnojarská vodní elektrárna
Krasnojarská vodní elektrárna  (rusky Красноярская ГЭС) je vodní elektrárna na řece Jenisej. Byla vybudována jako první velká přehrada na Jeniseji a od doby svého uvedení do provozu v roce 1971 do roku 1983 byla největší vodní elektrárnou na světě. V současné době je druhou největší vodní elektrárnou v Rusku.  

## Všeobecné informace
Stavba přehrady probíhala v letech 1956–1971. Krasnojarská přehradní nádrž se začala napouštět v dubnu 1967. První vyrobená elektrické energie se datuje ke dni 3. listopadu 1967.
Stavební celek obsahuje tyto části:
gravitační betonová hráz o délce 1 073 m, šířce základny 95,3 m a výšce 128 m, se sedmi přepadovými poli o šířce 25m.
těleso elektrárny v pravobřežním úpatí hráze o délce 428,5 m a šířce 31m
lodní výtah s otočným stolem, s šířkou dráhy 9m a celkové délce 1510 m, určený pro lodě do výtlaku 1 500 t.
Kapacita přelivu je 11 400 m³/s a spolu s průchodem turbínami je celková propustnost 20 600 m³/s.
Na spádu 93 m pracuje 12 Francisových turbín o hltnosti 615 m³/s, které pohání generátory o výkonu 12 x 500 MW. Celkový instalovaný výkon je tak 6 000 MW.
Minimální roční výroba elektrické energie činí 18,3 miliard kWh.
Projekt byl realizován ve stejné době jako stavba Bratské elektrárny. Výrazný rozdíl byl však v hydrologických podmínkách. Zatímco Angara je v místě Bratské elektrárny řekou s vyrovnaným chodem průtoků vzhledem k obrovské kapacitě Bajkalského jezera, Jenisej je v místě přehrazení horská řeka, která nejen že způsobuje každoroční záplavy z tání sněhu, ale i nepředvídatelné povodně v letním období. Během výstavby musely být práce pro výrazné povodně několikrát pozastaveny a celkový čas stavby je proto při zhruba stejném objemu prací vyšší. To umožnilo stanout Bratské elektrárně několik let na nejvyšším světovém stupni před přehradou Krasnojarskou.
Období výstavby prvních velkých elektráren na Sibiři probíhalo v atmosféře soupeření s americkou přehradou Grand Coulee. Třebaže bylo sovětské prvenství později podpořeno ještě obrovskou klenbovou přehradou Sajansko-šušenskou, vyšla nakonec ze souboje vítězně přehrada americká. To však již bylo v době, kdy elektrárna Itaipú v Brazílii svým dvojnásobným výkonem učinila souboj nezajímavým.